# Service des affaires inclassables
Service des affaires inclassables  — The Department of Queer Complaints dans l'édition originale britannique — est un recueil de nouvelles policières américain de John Dickson Carr publié pour la première fois en Angleterre en 1940, sous le pseudonyme de Carter Dickson.
Le recueil contient sept des neuf nouvelles du cycle du colonel Perceval March et quatre autres récits où s'estompe la frontière entre la rationalité et le fantastique.

## Liste des nouvelles
Les sept nouvelles du cycle du colonel Perceval March ouvrent le recueil (sans respecter l'ordre de composition) :
- L'Homme qui vit l'invisible (The New Invisible Man) (1938) ;
- L'Empreinte de pas dans le ciel (The Footprint in the Sky) (1940) ;
- Chez personne (The Crime in Nobody's Room) (1938) ;
- Chaud devant ! (The Hiding Place ou Hot Money) (1939) ;
- Morte dans sa loge (Death in the Dressing-Room) (1939) ;
- Le Rideau d'argent (The Silver Curtain) (1939) ;
- Aube de mort (Error at Daybreak) (1938) ;

Suivent les quatre nouvelles isolées :
- Le Second Bourreau (The Other Hangman) (1935) ;
- Le Comble de l'horreur (New Murders for Old) (1939) ;
- L'Arme invisible (Persons or Things Unknows) (1938) ;
- Le Réveil des morts (Blind Man's Hood) (1937).

## Éditions
Éditions originales en anglais
- (en) Carter Dickson, The Department of Queer Complaints, Londres, Heinemann, 1940
- (en) Carter Dickson, The Department of Queer Complaints, New York, Morrow, 1940

Édition française
- (fr) John Dickson Carr (auteur), Service des affaires inclassables [« The Department of Queer Complaints »], Paris, Librairie des Champs-Élysées, coll. « Le Masque no 1919 », 1988, 285 p. (ISBN 2-7024-1802-3)

## Source
- Roland Lacourbe, John Dickson Carr : scribe du miracle. Inventaire d'une œuvre, Amiens, Encrage, 1997, p. 131-134 et p. 263-264.